# Aurélien Portehaut
Aurélien Portehaut, né le 30 novembre 1982 à Saint-Martin-d'Hères en France, est un auteur, acteur et metteur en scène français. 

## Biographie
Aurélien Portehaut a intégré L’Acting Studio de Joëlle Sevilla en 2000. Le fils de cette dernière, Alexandre Astier y participait en tant qu’intervenant et y recrutait les comédiens pour ses courts-métrages et pièces de théâtre (Le jour du froment, Timon d'Athènes de Shakespeare). De 1991 à 2013, Aurélien Portehaut est acteur, auteur ou metteur en scène de plus d’une trentaine de pièces. Il a également été coauteur d’épisodes des séries Off Prime et Hero Corp.
Il est surtout connu pour la série Kaamelott d'Alexandre Astier. De 2005 à 2009, il interprète le rôle de Gauvain dans la série télévisée diffusée sur M6. Il est interviewé par Christophe Chabert dans l'acte V « Les chevaliers de la Table ronde » du film documentaire Aux Sources de Kaamelott réalisé entre 2006 et 2010 pour accompagner l'intégrale « Les Six Livres » des DVD de la série télévisée.
En 2015 sur scène, il interprète Eddy dans la comédie Milady en sous-sol de Jacques Chambon, en duo avec Chrystel Rochas.

## Théâtre

### Écriture et mise en scène
- 2012 : Deux sur la balançoire, (metteur en scène)
- 2012 : Quand Henri rencontre Alfy, (auteur, metteur en scène, acteur : Alfy)
- 2011 : Les loose Brothers, (coauteur, cometteur en scène, acteur : Molo)
- 2011 : Far far away, (coauteur, metteur en scène, acteur : Thomas)
- 2009 : Allo Maman Dolto (metteur en scène)
- 2008 : A chacun sa méthode, (auteur, metteur en scène, acteur)
- 2008 : Hero Corp (coauteur d'un épisode)
- 2007 : 3 nuits, pas plus, (metteur en scène)
- 2007 : Off Prime, (coauteur d'un épisode)
- 2006 : Labiche, (metteur en scène, acteur : Edgard, Justin & Merlemont)
- 2004 : H.S. (Holmes … Sherlock Holmes) : (coauteur, metteur en scène, acteur : Sherlock Holmes)
- 2000 : Tous contes fées (auteur, metteur en scène)
- 1998 : Les 7 rêves de Boris Youssov (création, acteur)
- 1998 : Le Cadavre ne porte pas de costard (création, acteur)
- 1997 : L’Ogre (création, acteur)

### Comédien
- 2016 : C'est bien Fée pour moi (acteur : David)
- 2015 : Milady en sous-sol (acteur : Eddy)
- 2013 : Arrête de pleurer Pénélope, (acteur : Pénélope)
- 2012 : Deux sur la balançoire, (metteur en scène)
- 2012 : L'Avare, (acteur : La Flèche)
- 2012 : Quand Henri rencontre Alfy, (auteur, metteur en scène, acteur : Alfy)
- 2012 : Dans ta bulle, (acteur, Max)
- 2011 : Les looses Brothers, (coauteur, co-metteur en scène, acteur : Molo)
- 2011 : Far far away, (coauteur, metteur en scène, acteur : Thomas)
- 2011 : L’Étourdi (acteur : Lélie)
- 2010 : Les Précieuses ridicules, (acteur : Marotte & Jodelet)
- 2009 : Sans Elles (acteur : Romain)
- 2009 : Allo Maman Dolto (metteur en scène)
- 2008 : Erendira, (acteur : le missionnaire, l’indien)
- 2008 : Don Quichotte (acteur : Don Quichotte)
- 2008 : À chacun sa méthode, (auteur, metteur en scène, acteur)
- 2007 : Les Joueurs (acteur)
- 2007 : 3 nuits, pas plus, (metteur en scène)
- 2006 : Labiche, (metteur en scène, acteur : Edgard, Justin & Merlemont)
- 2005 : La sorcière du placard à balais (acteur : M. Pierre)
- 2005 : Matchs d’improvisations : régulièrement jusqu'à 2008 environ.
- 2004 : H.S. (Holmes … Sherlock Holmes) (coauteur, metteur en scène, acteur : Sherlock Holmes)
- 2004 : Le Songe d’une nuit d’été (acteur : Puck)
- 2002/2003 : Georges Dandin (acteur : Lubin)
- 2002/2003 : Le Jour du Froment (acteur : Frederic)
- 2001/2002 : Timon d’Athènes (Shakespeare – adaptation de Jean-Christophe Hembert)
- 2001/2002 : La Foire de la St-Barthelemy (acteur : Barthelemy Cokes)
- 2000/2001 : Un Chapeau de paille d’Italie (acteur : Fadinard)
- 2000/2001 : Tartuffe (acteur : Cléante)
- 2000/2001 : Macbeth (acteur : Ross)
- 2000/2001 : Tous contes fées (auteur, metteur en scène)
- 1999/2000 : Richard III (acteur : Ratcliffe & Tyrre)
- 1999/2000 : À Table (de Benoît Kopniaeff, acteur)
- 1998/1999 : Le Sicilien ou l’amour peintre (acteur)
- 1998/1999 : Les 7 rêves de Boris Youssov (création, acteur)
- 1998/1999 : Le Cadavre ne porte pas de costard (création, acteur)
- 1997/1998 : L’Ogre (création, acteur)
- 1996/1997 : Pinocchio (acteur : Geppetto)
- 1995/1996 : Du Vent dans les branches de Sassafras (acteur : Tom)
- 1995/1996 : Spectacle de clowns (création, acteur)
- 1994/1995 : Un Bon Petit Diable (Comtesse de Ségur) (acteur : Charles)
- 1993/1994 : Le Roman de Renard (acteur : Ysengrin)
- 1992/1993 : Médée (J.Anouilh)
- 1991/1992 : L’Oiseau Bleu (M. Maeterlinck) (acteur : Le pain, le grand-père & le taureau)

## Filmographie

### Télévision
- 2005-2009 : Kaamelott d’Alexandre Astier : Gauvain

### Cinéma
- 2019 : Victor & Célia de Pierre Jolivet : Seb
- 2020 : Kaamelott : Premier Volet d'Alexandre Astier : Gauvain

## Divers
- À chacun sa méthode, interview pour le petit bulletin[2].
- Court-métrage Off you Go[3].
- Critique Avignon Off sur Provence.com[4].
- Interview radiophonique[5].
- Article les loose brothers[6].
- Coffre à Catch #110